# 1984. (reklama)
1984. je naziv za američku televizijsku reklamu kojom je tvrtka Apple Inc. krajem 1983. i početkom 1984. javnosti predstavila svoje novo osobno računalo Macintosh. Napravljena je kao kratki igrani film u režiji Ridleyja Scotta, inspiriran znamenitim Orwellovim romanom Tisuću devetsto osamdeset četvrtom i radnjom smještenom u njegov ili njemu nalik sumoran distopijski svijet bliske budućnosti. U njemu siromašnim prolovima preko telekrana vlastodržac nalik na Velikog Brata drži govor u kojem slavi "objedinjenje misli" sve dok mlada atletičarka koju progone policajci ne uspije baciti čekić u ekran i razbiti ga, šokirajući publiku. Na kraju se pojavljuje natpis:
i Appleov logo.
Spot je 1983. stvorila reklamna agencija Chiat\Day, a Riddleyju je Scottu za izradu isplaćeno 900.000 dolara što je za tadašnje standarde TV-reklama bio nezamislivo veliki proračun. Appleovi direktori Steve Jobs i John Sculley njime su bili oduševljeni te su ga odlučili premijerno prikazati u pauzama Superbowla, najskupljem reklamnom terminu na američkoj televiziji. Na njihovo veliko iznenađenje izvršni odbor bio je protiv toga pa je tek na intervenciju Stevea Wozniaka spot odobren.
Prvo se prikazao krajem 1983. na TV-stanici KWMT u gradu Twin Fallsu (da bi ušao u konkurenciju nagrada za prethodnu godinu), a potom na Superbowlu. Doživio je veliki uspjeh iako je Orwellova zaklada, prijeteći tužbom zbog povrede autorskih prava, osigurala njegovo skidanje s programa na proljeće.
Uspjeh reklame tumači se time da su Scott i Apple uspješno iskoristili to što se 1984. tada učestalo spominjala kao "Orwellova godina" kao i da su njome konkurenciju, odnosno omraženi IBM prikazali kao stari, "potrošeni" i totalitarni establišment, a svoju tvrtku i Macintosh kao svježu, modernu i subverzivnu alternativu.
Reklamu je poslije rabio Apple za 20. obljetnicu Macintosha obilježenu 2004. godine kada je kao novi proizvod reklamiran iPod. Njezino je snimanje između ostalog prikazano u TV-filmu Pirates of Silicon Valley iz 1999.
Godine 2007. za vrijeme predsjedničke kampanje pristaše Baracka Obame stavili su na YouTube video-spot u kojem su riječi i slika Velikog Brata zamijenjeni Obaminom tadašnjom glavnom suparnicom i izbornim favoritom Hillary Clinton.

## Vanjske poveznice
- reklama na MUBI-ju  Arhivirana inačica izvorne stranice od 3. siječnja 2014. (Wayback Machine)